# Incendio de los tranvías de Santiago de 1888
El incendio de los tranvías de Santiago de 1888, también conocida como la «huelga de los tranvías», fue una protesta ocurrida el 29 de abril de 1888 en la capital chilena como respuesta al alza de las tarifas en los tranvías de tracción animal —conocidos popularmente como «carros de sangre»— operados por la Empresa del Ferrocarril Urbano de Santiago. Es considerada la primera revuelta social de importancia en Chile, y la primera manifestación de su tipo para exigir mejoras en el sistema de transporte de la capital.

## Antecedentes

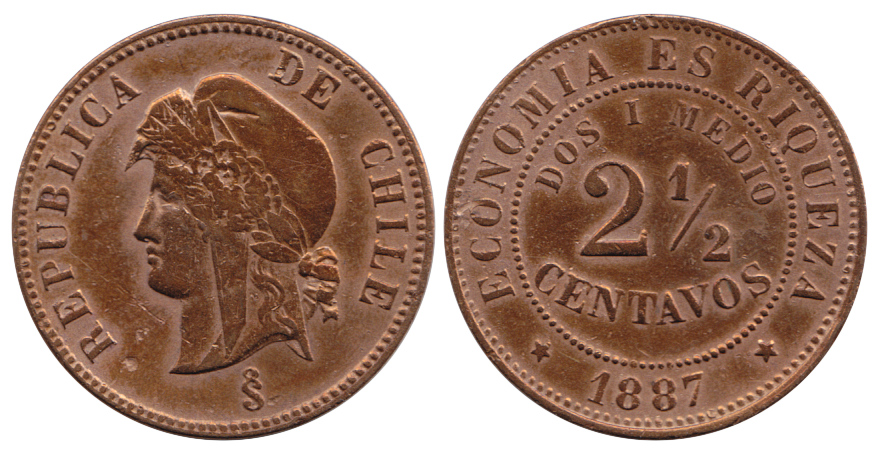
Moneda de 2½ centavos

Hacia la década de 1880 las tarifas de los tranvías en Santiago eran de 5 centavos para primera clase y 2½ centavos para segunda clase. Dada la escasez de monedas de 2½ centavos, la Empresa del Ferrocarril Urbano —que tenía en aquel entonces entre sus principales accionistas a los empresarios Domingo Matte Mesías y Agustín Edwards Ross— comenzó a emitir fichas de ebonita con el valor de cada tarifa hasta que en 1886 el Estado chileno emitió una gran cantidad de monedas de 2½ centavos, con lo cual el problema se solucionaría y las fichas paulatinamente fueron desapareciendo.
En marzo de 1888 la Empresa del Ferrocarril Urbano de Santiago decidió aumentar en medio centavo la tarifa de segunda clase en los tranvías de tracción animal que operaban en la ciudad, alegando entre sus razones que habría nuevamente escasez de las monedas de 2½ centavos. Sumado al alza de tarifas, existían numerosas quejas de parte de la ciudadanía sobre la calidad del servicio entregada por los carros de sangre.
El domingo 8 de abril de 1888 el Partido Demócrata organizó una concentración en la Alameda de Santiago para protestar por el alza de la tarifa de segunda clase. La reunión se inició a las 15:30, y tras escuchar los discursos de los dirigentes demócratas, la marcha se desplazó hasta la residencia del presidente de la República, José Manuel Balmaceda, quien aseguró realizar todas las medidas posibles para revertir el alza. Por su parte, la Empresa del Ferrocarril Urbano respondió que realizarían una nueva alza del pasaje, que las reclamaciones de los manifestantes debían ser desoídas y que si los rotos no tenían dinero para viajar en tranvía debían andar a pie.

## Desarrollo

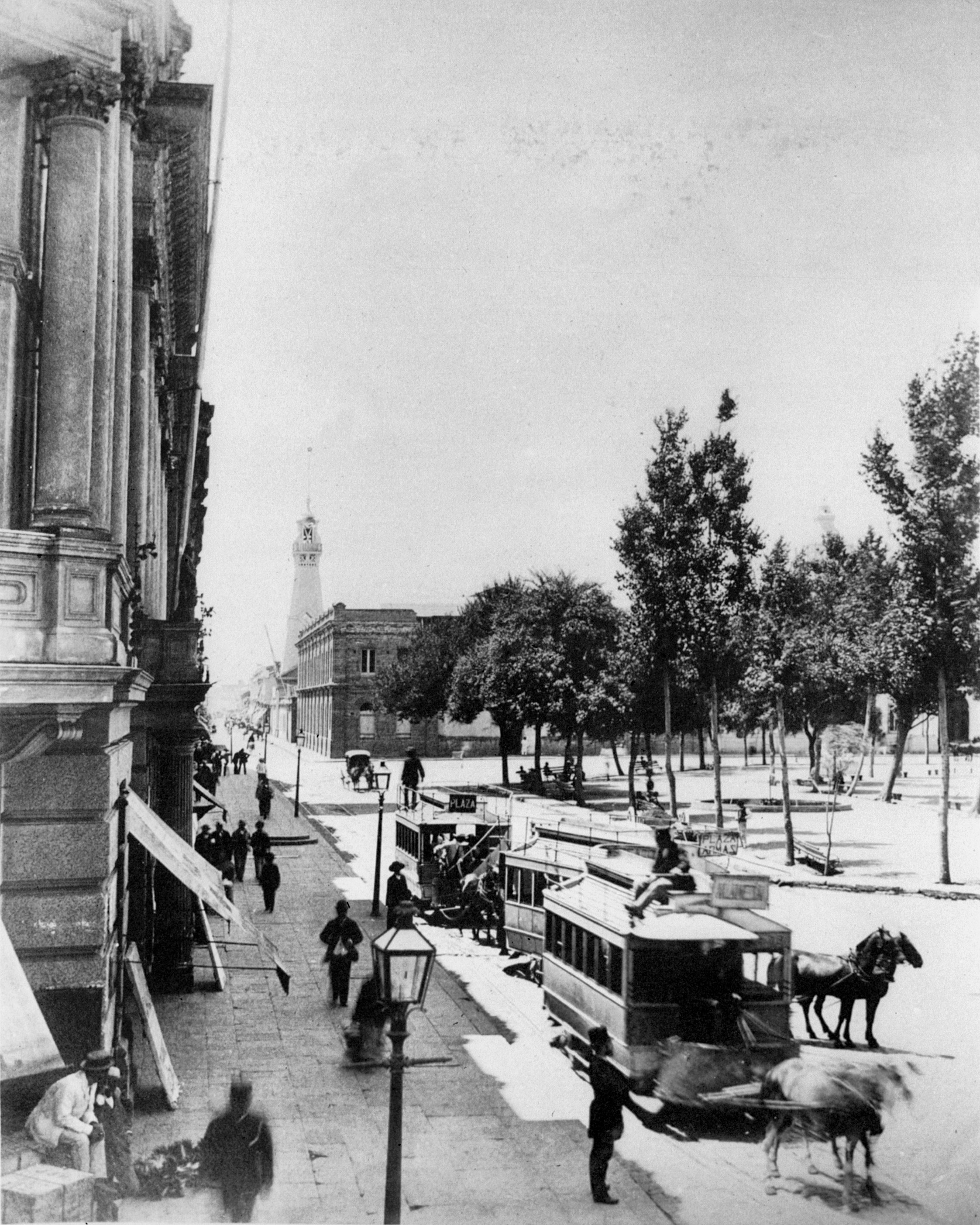
Carros de sangre en la Plaza de Armas de Santiago (c. 1890).

El Partido Demócrata convocó a una nueva manifestación para el domingo 29 de abril de 1888 en la Alameda a partir de las 15:00. Ese día se reunieron entre 800 y 3000 personas cerca de la estatua ecuestre del general José de San Martín, en aquel entonces situada en el bandejón central entre las calles San Martín y Dieciocho. El acto principal se inició a las 16:00 con discursos de Antonio Poupin Negrete (presidente del partido), José Pío Cabrera, Juan Rafael Allende y Malaquías Concha Ortiz. Allende señala en declaraciones posteriores:

Yo no he sido nunca orador y el discurso que pronuncié en aquella ocasión no tenía nada de incendiario, y a pesar de eso produjo el incendio de los carritos. Se debió sólo a una figura de retórica, que después hice valer en mi defensa. Cuando ya iba a terminar mi arenga se me ocurrió decir: yo no pido que se incendien los carros, que se arroje a cada uno un tarro de parafina y se les prenda fuego... No, no pido eso, pero pido mucho más: que no se explote a los valientes hijos del pueblo. Cinco minutos después que pronuncié estas palabras, varios tranvías eran pirámides de fuego.
Diccionario histórico biográfico y bibliográfico de Chile, 1925.

Después del discurso de Malaquías Concha, y debido a la solicitud de los manifestantes, Avelino Contardo entregó un discurso que no estaba contemplado en el programa original. Durante su intervención, alrededor de las 16:40, un grupo de manifestantes se dirigió a la línea de tranvías que circulaba por la Alameda y detuvo uno de los carros, obligando a bajar a los pasajeros y desenganchando los caballos que lo impulsaban, para posteriormente volcarlo. Otro carro fue desenganchado y lanzado bajo su propio impulso en dirección oeste, hacia la Estación Central de ferrocarriles.
Tras los incidentes ocurridos con los primeros dos carros afectados, los organizadores de la manifestación decidieron trasladarla hacia la casa del intendente de la provincia de Santiago —quien no se encontraba en su domicilio, por lo que los organizadores decidieron finalizar la concentración—, sin embargo algunos asistentes se mantuvieron en la Alameda y procedieron a volcar e incendiar otros carros. Los incidentes se extendieron por diversos barrios de la ciudad, y a las 17:30 todas las líneas de tranvías se encontraban suspendidas.
Emilia Morales, conductora de tranvías, declaró que en la Alameda descendía un carro con llamas en su techo y en los costados, sin caballos y con cuatro o cinco personas en su exterior, siendo detenido en la garita de la Estación Central, por lo cual dicha casucha se incendió también. Posteriormente, dicho carro fue girado en dirección a la calle Chacabuco en donde fue lanzado durante media manzana, y ante su paso fue apedreado por los manifestantes. Carmen Navarrete, otra conductora, señaló que se encontraba manejando el carro número 55 cuando éste fue atacado, volcado e incendiado en la Alameda frente a la calle Dieciocho, mientras que María Luisa Navia, conductora de un carro de la línea que circulaba por la calle Catedral, señaló que su tranvía fue apedreado por los manifestantes cuando se dirigía al depósito en la calle Chacabuco.
A las 17:00 se activó la alarma de la Quinta Compañía del Cuerpo de Bomberos de Santiago para apagar los incendios de los carros de sangre en la Alameda frente a la Casa Central de la Universidad de Chile y en las calles Nataniel y Arturo Prat. Al lugar lograron llegar las compañías 2ª, 3ª, 4ª, 5ª, 6ª y 8ª, mientras que las compañías 1ª y 7ª quedaron detenidas en la calle Ahumada. Parte del trabajo de los bomberos fue impedido por los manifestantes, y finalmente se logró contener el fuego tras dos horas de trabajo.
En total 17 carros resultaron completamente incendiados, otros 17 resultaron con daños y se extraviaron 22 caballos luego que estos fueran desenganchados de los tranvías. También se contaron decenas de heridos producto de los enfrentamientos de los manifestantes con la policía y la guardia municipal, además de destrozos en varias garitas de los tranvías, incluyendo el depósito de estos en calle Chacabuco.

## Consecuencias
Entre la noche del 29 y la mañana del 30 de abril de 1888 fueron detenidos 14 dirigentes y militantes del Partido Demócrata, acusados de incitar a la violencia mediante el acto desarrollado en la Alameda; además fueron detenidas otras 41 personas acusadas de generar los desórdenes y disturbios. Los 14 militantes demócratas detenidos fueron los siguientes:
| Nombre                        | Edad | Oficio                         |
| ----------------------------- | ---- | ------------------------------ |
| Juan Rafael Allende           | 38   | Periodista                     |
| José Pío Cabrera Negrete      | 28   | Empleado                       |
| Malaquías Concha Ortiz        | 29   | Abogado                        |
| Avelino Contardo Oyarce       | 29   | Abogado                        |
| José Elías Díaz Riquelme      | 33   | Zapatero                       |
| Fructuoso González Valenzuela | 32   | Sastre                         |
| Moisés González Jiménez       | 38   | Carrocero                      |
| Artemio Gutiérrez Vidal       | 29   | Sastre                         |
| Manuel Meneses Sepúlveda      | 28   | Tapicero                       |
| Domingo Ortiz Alvear          | 33   | Escribiente                    |
| Juan de Dios Pérez Román      | 41   | Pintor, empresario constructor |
| Antonio Poupin Negrete        | 28   | Sastre                         |
| José Manuel Saldaña Ibarra    | 35   | Cigarrero                      |
| José Ignacio Silva Martínez   | 29   | Carpintero                     |

Tras su detención se realizaron diversas manifestaciones en apoyo y rechazando su detención: según la prensa de la época alrededor de 10 000 personas se congregaron en Santiago, 4000 en Valparaíso, 3000 en Concepción, 1000 en Chillán y otras cantidades menores en diferentes ciudades del país. Desde Concepción también fueron enviadas 3000 firmas en apoyo a los detenidos. Finalmente los dirigentes demócratas fueron absueltos por la Corte Suprema de Chile y liberados el 11 de junio de 1888, tras 43 días de prisión.
Producto de la represión policial contra los manifestantes, el gobierno —a través del intendente de Santiago, Prudencio Lazcano— le pidió la renuncia al jefe de la policía de Santiago, el coronel Estanislao del Canto.